# 鱼保家
鱼保家（？—686年），唐朝侍御史鱼承晔的儿子。鱼保家密助徐敬业之亂，制造刀、车和弩，徐敬业败亡之後，鱼保家倖免。武太后 ( 武则天 ) 臨朝，想遍知民间之事，鱼保家上书请求铸铜匦，以接受天下人的密奏。这个铜匦合为一室，中间隔成四小间，将密奏投入每间面上的孔，能入不能出。武太后认为很好，准奏推行。不久，与鱼保家有仇的人也以銅匭投書密奏，告发他曾为徐敬业制造兵器，經武承嗣密查屬實，于是鱼保家被處死於自己所建製的銅匭。